# Heterochelus defector
Heterochelus defector är en skalbaggsart som beskrevs av Louis Albert Péringuey 1908. Heterochelus defector ingår i släktet Heterochelus och familjen Melolonthidae. Inga underarter finns listade i Catalogue of Life.